# Cathrin Caspar
Cathrin Caspar ist eine deutsche Fernsehjournalistin und Regisseurin.

## Leben
Nach dem Abitur arbeitete Caspar in New York und San Francisco, dann studierte sie Publizistik- und Kommunikationswissenschaften, Kunstgeschichte und Ethnologie an der Universität Göttingen. Von 1989 bis 1994 arbeitete sie als Journalistin für das Göttinger Tageblatt, Radio ffn und Sat.1. 1994 wechselte Caspar zum Norddeutschen Rundfunk nach Hamburg. Von der EXPO 2000 in Hannover berichtete sie für die ARD Tagesschau von den Nationentagen, anschließend übernahm sie für acht Jahre die wöchentliche Reisesendereihe DAS!reist, unter anderem mit Achim Reichel und Uwe Bahn.  2002 stand sie für DAS! am Nachmittag als Reiseexpertin vor der Kamera.
Von Caspar wurden zwischen 1994 und 2016 rund 900 Filmbeiträge  im öffentlich-rechtlichen TV gesendet. Caspars Dokumentation übers Wendland gilt als kulturhistorische Zeitdokumentation für die Aufnahme der Region ins UNESCO-Weltkulturerbe und wird regelmäßig in der ARD und dem NDR wiederholt.
Cathrin Caspar ist mit Johannes Caspar verheiratet.

## Dokumentationen (Auswahl)
- 2003: Das Kinderhospiz[2]
- 2009: Malermeister auf der Iserhatsche
- 2010: Der Wäscher von Stade
- 2011: Wirt der Elbvororte
- 2011: Lotseninsel
- 2012: Wasserbüffel
- 2012: Der HSV-Friseur: Porträt über ein Original[3]
- 2013: Menschen im Wendland[4]
- 2013: Alte Liebe rostet nicht
- 2014: Bau des weltgrößten Radioteleskopes
- 2014: New York, Paris, Warnemünde – Fashionweek, Dokumentation / Reportage[5]
- 2016: NDR, Die Reportage – Stoßgeburten auf Gut Darß[6]